# Àrcids
|  | No s'ha de confondre amb Àrcides. |

Els àrcids (Arcidae) són una família de mol·luscs bivalves de l'ordre Arcida. Existeixen unes 300 espècies; el peu de cabrit (Arca noae) es freqüent en aigües litorals dels Països Catalans.

## Característiques
La conquilla dels àrcids està eixamplada i allargada a l'extrem posterior. Les impressions dels dos músculs adductors són de mida semblant. En molts àrcids hi ha dos cors, degut a una reorganització de l'anatomia del cos a causa de la gran mida del bissus.

## Gèneres
La família Arcidae inclou 303 espècies 29 gèneres:
- Acar Gray, 1857
- Anadara Gray, 1847
- Arca Linnaeus, 1758
- Asperarca Sacco, 1898
- Barbatia Gray, 1842
- Bathyarca Kobelt, 1891
- Bentharca Verrill & Bush, 1898
- Calloarca Gray, 1857
- Deltaodon Barnard, 1962
- Destacar Iredale, 1936
- Fugleria Reinhart, 1937
- Hawaiarca Dall, Bartsch & Rehder, 1938
- Larkinia Reinhart, 1935
- Litharca Gray, 1842
- Lunarca Gray, 1842
- Mabellarca Iredale, 1939
- Mesocibota Iredale, 1939
- Mimarcaria Iredale, 1939
- Miratacar Iredale, 1939
- Mosambicarca Lutaenko, 1994
- Paranadara Francisco, Barros & S. Lima, 2012
- Pugilarca Marwick, 1928 †
- Samacar Iredale, 1936
- Scaphula Benson, 1834
- Senilia Gray, 1842
- Tegillarca Iredale, 1939
- Trisidos Röding, 1798
- Tucetonella Habe, 1961
- Xenophorarca M. Huber, 2010